# Beata Jeżyńska
Beata Alicja Jeżyńska – polska prawnik, doktor habilitowany nauk prawnych.

## Życiorys
W 1988 ukończyła studia prawnicze, w 1998 obroniła pracę doktorską Nabywanie przez gminę prawa własności nieruchomości gruntowych, której promotorem był prof. Aleksander Oleszko, w 2009  habilitowała się.
Pracuje na Uniwersytecie Marii Curie-Skłodowskiej w Lublinie, oraz jest członkiem Komisji Prawniczej na Oddziale PAN w Lublinie.

## Odznaczenia
- Srebrny Krzyż Zasługi(2014)[3]